# 1881.
◄ | 18. stoljeće | 19. stoljeće | 20. stoljeće | ►
◄ | 1850-ih | 1860-ih | 1870-ih | 1880-ih | 1890-ih | 1900-ih | 1910-ih | ►
◄◄ | ◄ | 1878. | 1879. | 1880. | 1881. | 1882. | 1883. | 1884. | ► | ►►
Arhitektura • Astronomija • Biologija • Film • Fotografija • Glazba • Kazalište • Kemija • Kiparstvo • Knjige • Književnost • Kršćanstvo • Meteorologija • Medicina • Planinarstvo • Politika • Pravo • Promet • Slikarstvo • Šport • Znanost • Željeznički promet

## Događaji
- 15. srpnja – prestala postojati Vojna krajina
- 26. listopada – najslavniji revolveraški sukob Divljeg zapada: Obračun kod O. K. Corrala

## Rođenja

### Siječanj – ožujak
- 1. ožujka – Petar Skok, hrvatski jezikoslovac († 1956.)
- 25. ožujka – Béla Bartók, mađarski skladatelj († 1945.)
- 6. ožujka – Sir Alexander Fleming, škotski mikrobiolog i biolog koji je otkrio penicilin († 1955.)

### Travanj – lipanj
- 17. travnja – Anton Wildgans, austrijski književnik († 1932.)
- 19. svibnja – Ivo Kerdić, hrvatski medaljer i kipar († 1953.)

### Srpanj – rujan
- 12. kolovoza – Cecil B. DeMille, američki filmski redatelj i producent († 1959.)
- 30. rujna – Franjo Jarmek, hrvatski pjesnik († 1921.)

### Listopad – prosinac
- 25. listopada – Pablo Picasso, španjolski slikar († 1973.)
- 9. studenog – Hinko Würth, sportaš i sportski djelatnik († 1964.)
- 25. studenog – Ivan XXIII., papa († 1963.)
- 28. studenog – Stefan Zweig, austrijski književnik († 1942.)

## Smrti

### Siječanj – ožujak
- 9. veljače – Fjodor Mihajlovič Dostojevski, ruski književnik, romanopisac, novelist i publicist
- 28. ožujka – Modest Petrovič Musorgski, ruski skladatelj (* 1839.)

### Travanj – lipanj
- 19. travnja – Benjamin Disraeli, britanski političar (* 1804.)
- 27. travnja – Josip Freudenreich, hrvatski kazališni glumac i redatelj (* 1827.)
- 15. lipnja – Franjo Krežma, hrvatski skladatelj (* 1862.)

### Srpanj – rujan
- 19. rujna – James A. Garfield, 20. predsjednik SAD-a (* 1831.)

### Listopad – prosinac
- 30. listopada – George Washington De Long, američki istraživač (* 1844.)
- 13. prosinca – August Šenoa, hrvatski književnik (* 1838.)

## Vanjske poveznice
|  | Zajednički poslužitelj ima još gradiva o temi 1881. |